# Кангазский район
Канга́зский райо́н (молд. raionul Congaz, молд. районул Конгаз) — административно-территориальная единица Молдавской ССР, существовавшая с 11 ноября 1940 года по 9 января 1956 года.

## История
Как и большинство районов Молдавской ССР, образован 11 ноября 1940 года, центр — село Кангаз. До 16 октября 1949 года находился в составе Кагульского уезда, после упразднения уездного деления перешёл в непосредственное республиканское подчинение.
С 31 января 1952 года по 15 июня 1953 года район входил в состав Кагульского округа, после упразднения окружного деления вновь перешёл в непосредственное республиканское подчинение.
9 января 1956 года Кангазский район был ликвидирован, его территория была разделена между соседними Тараклийским и Чадыр-Лунгским районами.

## Административное деление
По состоянию на 1 января 1955 года Кангазский район состоял из 9 сельсоветов: Алботский, Баурчинский, Бешалмский, Бируинца, Большой Киселийский, Посёлок Светлый, Кангазский, Кирютнянский и Тараклия-де-Салче.